# 흑사병 의사

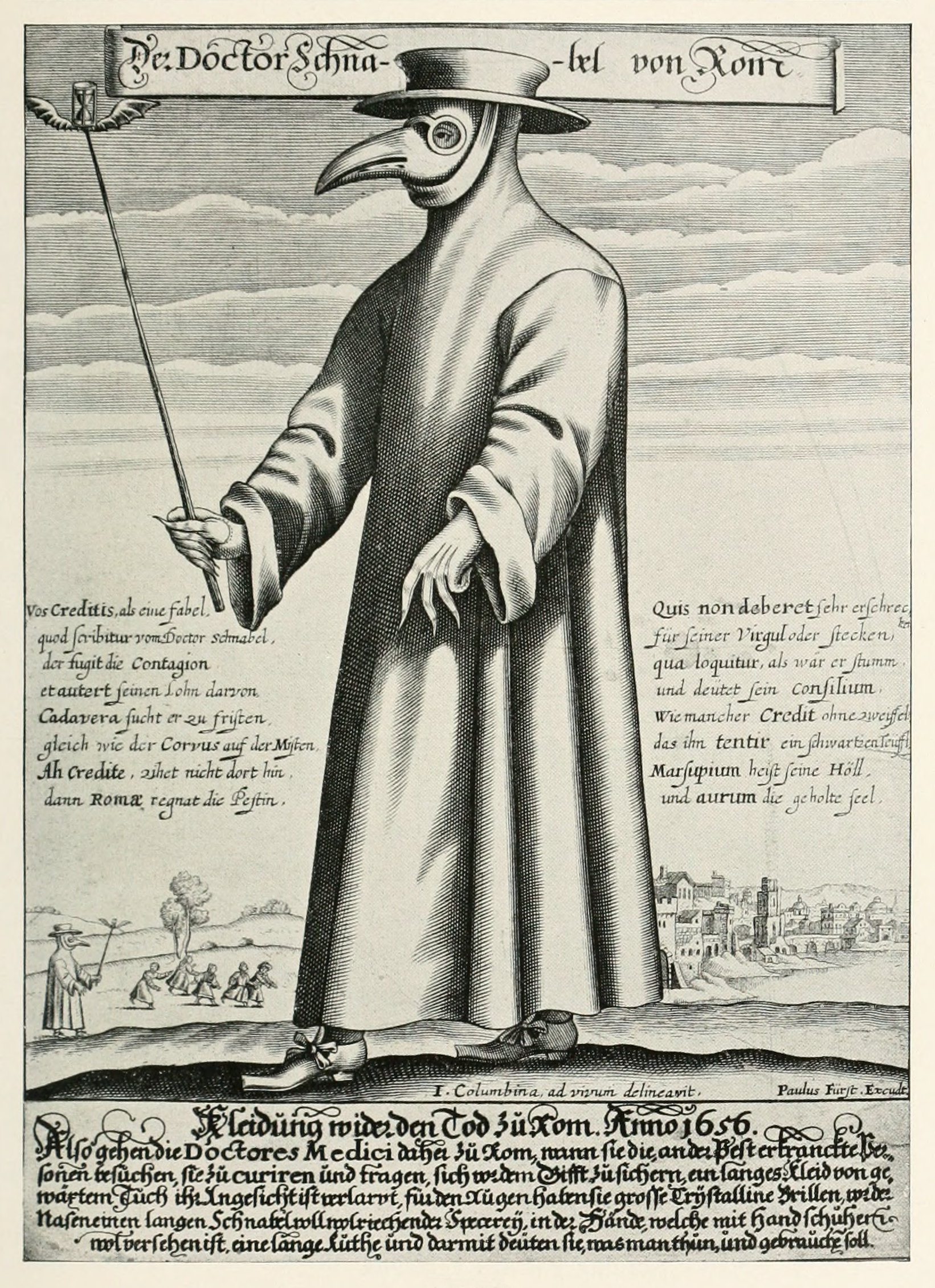
독토르 슈나벨 폰 롬(독일어로 "로마의 부리 의사")을 그린 파올 퓌르스트의 1656년 판화로, 라틴어/독일어 혼효체 8행 2운의 풍자시(‘Vos Creditis, als eine Fabel, / quod scribitur vom Doctor Schnabel’)가 첨부되어 있다.

흑사병 의사(黑死病 醫師, 이탈리아어: medico della peste, 네덜란드어: pestmeester, 스페인어: médico de la peste negra, 독일어: Pestarzt, 영어: Plague doctor)는 흑사병 환자를 전문적으로 다루던 의사들이다. 흑사병이 유행하던 시절에 도시에 많은 피해자들이 발생하면 특별히 고용되었다. 도시가 봉급을 지불하기 시작하면 가난한 자와 부유한 자를 가리지 않고 보살폈다. 그러나, 몇몇 흑사병 의사들은 환자들과 그들의 가족에게 특별한 치료, 또는 잘못된 치료를 해주겠다는 이유로 추가적인 요금을 청구했던 것으로 알려졌다. 흑사병 의사는 정상적으로 전문적인 훈련을 받은 경험이 풍부한 내과나 외과 의사가 아니었으며, 대개 다른 방법으로 성공적인 의료 사업을 할 수 없는 이류 의사나 자립하려는 젊은 의사들이었다.
흑사병 의사는 계약에 따라 흑사병 환자를 치료하였고, 시 의사나 "지역 흑사병 의사"로 알려졌다. 그러나, "일반 개업의" 또한 따로 존재하였고, 양쪽 모두 같은 유럽의 도시나 마을에 있을 수도 있었다. 프랑스에 네덜란드의 흑사병 의사는 의학적 지식이 부족하여 종종 "경험주의 돌팔이"로 불렸다. 예로 고용되기 전에 과일 장사를 하던 흑사병 의사도 있었다.
17세기 및 18세기, 일부 의사들은 향기나는 재료를 채운 부리처럼 생긴 가면을 착용하였다. 이 가면은 (포말전염설에 따라) 감염의 원인으로 보였던 오염된 공기로부터 그들을 지키기 위해 설계되었다. 의사들의 복장은 루이 13세의 수석 의사였던 샤를 드 로름이 설계하였다.

## 역사
선페스트의 첫 유행은 6세기 중반 유스티니아누스 페스트까지 거슬러 올라간다. 가장 큰 규모의 유행은 14세기 유럽의 흑사병이었다. 선페스트로 인한 중세 도시의 인구 격감은 경제적으로 큰 타격을 주었다. 이 때문에 지역의 흑사병 의사는 높은 희소성을 가졌으며, 특별한 혜택이 주어졌다. 한 예로, 흑사병 의사는 중세 유럽에서 원칙적으로 금지된 검시를 흑사병 치료법 연구를 위해 자유롭게 시행할 수 있었다.
경우에 따라서 흑사병 의사의 가치는 꽤나 높아서 1650년 바르셀로나에서 토르토사로 두 명을 파견했을 때, 이동 도중에 무법자들이 그들을 포획해 몸값을 요구하기도 하였다. 오르비에토 시가 1348년 고용한 마테오 후 안젤로는 의사가 보통 받는 연간 50 플로린의 네 배의 보수를 받았다. 교황 클레멘스 6세는 흑사병이 창궐하는 동안 몇 명의 특별한 흑사병 의사를 고용하여 아비뇽의 환자들을 간호하도록 하였다. 베네치아에는 18명의 흑사병 의사가 있었으나, 1348년에는 단 한 명만이 남았다. 다섯 명은 흑사병으로 사망하였고, 열두 명은 실종됐지만, 달아났을 가능성도 있다.

## 복장
도상 자료에서는 흑사병 의사들이 다양한 의상을 입은 것으로 나타나지만, 그 중 일부 흑사병 의사는 한눈에 보기에도 특별한 복장을 입었다. 이 의상은 샤를르 드 로름이 1619년에 발명한 것으로, 파리에서 처음 활용되어 나중에는 유럽 전역으로 퍼졌다. 이 보호 장비는 밀랍을 덧바른 후직물 외투, 앞을 볼 수 있는 유리 눈이 달려 있고 부리처럼 생긴 원뿔 모양의 코에 향기나는 물질과 밀짚을 넣은 가면으로 되어 있다.
가면에 채워진 향기나는 재료는 용연향, 레몬밤, 민트 잎, 장뇌, 정향, 아편틴크, 몰약, 장미 꽃잎, 소합향 등이 있었다. 이것들은 나쁜 공기로부터 의사를 보호할 수 있다고 여겨졌다. 짚은 "나쁜 공기"를 걸러내기 위한 여과 장치였다. 나무 지팡이는 환자를 직접 만지지 않고 진찰하기 위해 사용한 도구였다. 지팡이는 죄를 뉘우친다는 의미로도 사용되었는데, 흑사병이 자신에게 내려진 형벌이며 매질을 청함으로써 그들의 죄를 씻을 수도 있다는 믿음이 있었기 때문이었다.

## 공복
14세기 유럽의 흑사병 시기를 시작으로 페스트 유행기 동안 흑사병 의사는 국가의 공복으로서 활동하였다. 그들의 주요한 업무는 흑사병 환자를 돌보는 것과 더불어 흑사병으로 인한 사망자를 공식 기록하는 것이었다.
피렌체, 페루자와 같은 유럽의 도시에서 흑사병 의사는 사망 원인과 흑사병이 어떤 영향을 미치는지를 특정하기 위해 검시를 요구받았다. 흑사병 의사는 페스트 유행기동안 수많은 유언의 입회자가 되었다. 또한, 흑사병 의사는 죽음을 앞둔 환자에게 어떻게 처신해야하는지를 조언하기도 하였다. 조언은 상대가 어떤 환자인지에 따라 달라졌으며, 이러한 의사와 환자의 관계는 중세 이후 더욱 복잡해진 윤리적 규약을 따르게 되었다.

## 치료법
흑사병 의사는 사혈을 비롯해 개구리나 거머리를 가래톳에 올려 "체액의 균형을 되찾는" 방법을 표준 치료법으로 시행하였다. 흑사병 의사들은 업무의 성질과 질병 전파의 가능성 때문에 일반 대중과 상호 교류를 할 수 없었으며, 격리 대상이 될 수도 있었다.

## 저명한 의사
흑사병을 막을 수 있는 예방책에 대한 의학적 조언을 건넨 유명한 흑사병 의사로는 노스트라다무스가 꼽힌다. 노스트라다무스의 조언은 감염된 시체를 없애고 맑은 공기와 깨끗한 물, 로즈힙으로 만든 액을 마시는 것이었다. 노스트라다무스의 Traité des fardemens 제1부 제8장에서는 환자의 사혈을 금하는 것을 권하기도 하였다.
1479년 이탈리아의 도시 파비아는 조반니 데 벤투라를 지역 흑사병 의사로 고용하였다. 아일랜드 내과 의사인 니얼 오 글라칸(1563년?~1653년)은 다수의 흑사병 피해자를 치료한 용기를 기려 스페인과 프랑스, 이탈리아에서 깊은 존경을 받았다. 프랑스의 해부학자 앙브루아즈 파레와 연금술사 파라켈수스 또한 중세의 유명한 흑사병 의사였다.

## 참고 문헌

### 주요 출처
- Nostradamus. The Prophecies of Nostradamus, self-published 1555 & 1558; reprinted by Forgotton Books publishing 1973, ISBN 1-60506-507-2
- Nostradamus. Traité des fardemens et confitures self-published 1555

### 세부 출처
- Bauer, S. Wise, The Story of the World Activity Book Two: The Middle Ages : From the Fall of Rome to the Rise of the Renaissance, Peace Hill Press, 2003, ISBN 0-9714129-4-4
- Byfield, Ted, Renaissance: God in Man, A.D. 1300 to 1500: But Amid Its Splendors, Night Falls on Medieval Christianity, Christian History Project, 2010, ISBN 0-9689873-8-9
- Byrne, Joseph Patrick, Daily Life during the Black Death, Greenwood Publishing Group, 2006, ISBN 0-313-33297-5
- Byrne, Joseph Patrick, Encyclopedia of Pestilence, Pandemics, and Plagues, ABC-Clio, 2008, ISBN 0-313-34102-8
- Cipolla, Carlo M. 'A Plague Doctor', in Harry A. Miskimin et al. (eds), The Medieval City, Yale University Press, 1977, pp. 65–72. ISBN 0-300-02081-3
- Ellis, Oliver C., A History of Fire and Flame 1932 , Kessinger Publishing, 2004, ISBN 1-4179-7583-0
- Fee, Elizabeth, AIDS: the burdens of history, University of California Press, 1988, ISBN 0-520-06396-1
- Haggard, Howard W., From Medicine Man to Doctor: The Story of the Science of Healing, Courier Dover Publications, 2004, ISBN 0-486-43541-5
- Hogue, John,Nostradamus: the new revelations, Barnes & Noble Books, 1995, ISBN 1-56619-948-4
- Gordon, Benjamin Lee, Medieval and Renaissance medicine, Philosophical Library, 1959
- Heymann, David L., The World Health Report 2007: a safer future : global public health security in the 21st century, World Health Organization, 2007, ISBN 92-4-156344-3
- Kenda, Barbara, Aeolian winds and the spirit in Renaissance architecture: Academia Eolia revisited, Taylor & Francis, 2006, ISBN 0-415-39804-5
- King, Margaret L., Western Civilization: a social and cultural history, Prentice-Hall, 2002, ISBN 0-13-045007-3
- Körner, Christian, Mountain Biodiversity: a global assessment, CRC Press, 2002, ISBN 1-84214-091-4
- O'Donnell, Terence, History of Life Insurance in its Formative Years, American Conservation Company, 1936
- Pickover, Clifford A., Dreaming the Future: the fantastic story of prediction, Prometheus Books, 2001, ISBN 1-57392-895-X
- Pommerville, Jeffrey, Alcamo's Fundamentals of Microbiology, Jones & Bartlett Learning, 2010, ISBN 0-7637-6258-X
- Reading, Mario, The Complete Prophecies of Nostradamus, Sterling Publishing (2009), ISBN 1-906787-39-5
- Simon, Matthew, Emergent Computation: emphasizing bioinformatics, Publisher シュプリンガー・ジャパン株式会社, 2005, ISBN 0-387-22046-1
- Stuart, David C., Dangerous Garden: the quest for plants to change our lives, Frances Lincoln ltd, 2004, ISBN 0-7112-2265-7
- Wray, Shona Kelly, Communities and Crisis: Bologna during the Black Death, ISBN 90-04-17634-9
- Fitzharris, Lindsey. "Behind the Mask: The Plague Doctor." The Chirurgeons Apprentice. Web. 6 May 2014.
- Rosenhek, Jackie. "Doctor's Review: Medicine on the Move." Doctor's Review. Web. May 2011.
- 박흥식 (2008). “흑사병 논고”. 《역사교육》 (역사교육연구회) 106: 183~210.
- 박흥식 (2010). “흑사병에 대한 도시들의 대응”. 《서양중세사연구》 (한국서양중세사학회) 25: 189~214.[깨진 링크(과거 내용 찾기)]